# 몰롱글로강
몰롱글로강(영어: Molonglo River)은 오스트레일리아 오스트레일리아 수도 준주, 뉴사우스웨일스주를 흐르는 강으로 길이는 115km, 유역 면적은 198,900km2이다.
강 이름은 오스트레일리아 원주민 언어로 "천둥 소리와 같다"를 뜻한다. 그레이트디바이딩산맥에 위치한 틴데리산맥(Tinderry Range, 높이 1,130m)에서 발원하여 오스트레일리아의 수도인 캔버라를 거쳐 머럼비지 강과 합류한다.